# Musikjahr 1782
Liste der Musikjahre

◄◄ | ◄ | 1778 | 1779 | 1780 | 1781 | Musikjahr 1782 | 1783 | 1784 | 1785 | 1786 | ► | ►►

Weitere Ereignisse
Dieser Artikel behandelt das Musikjahr 1782.

## Ereignisse
- 17. März: Der Violinist Giovanni Battista Viotti debütiert in der seit 1725 bestehenden Konzertveranstaltung Concert Spirituel in Paris.

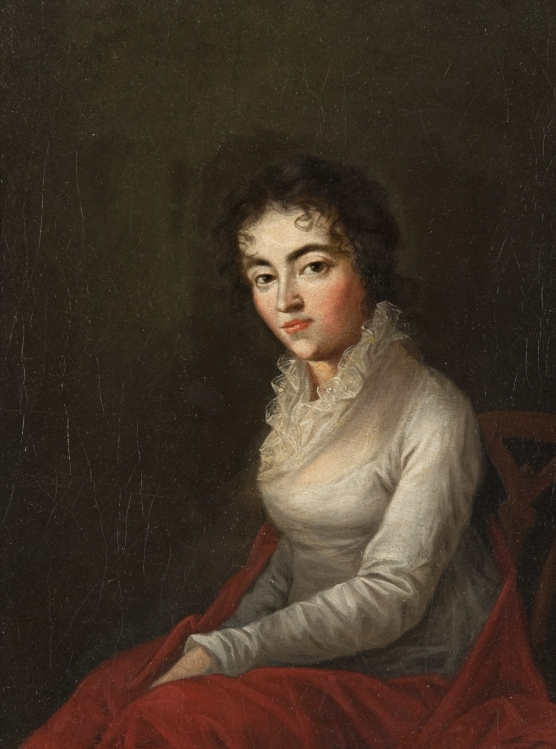
Constanze Mozart

- 04. August: Wolfgang Amadeus Mozart heiratet die österreichische Sopranistin Constanze Weber, die jüngere Schwester von Aloisia Lange.

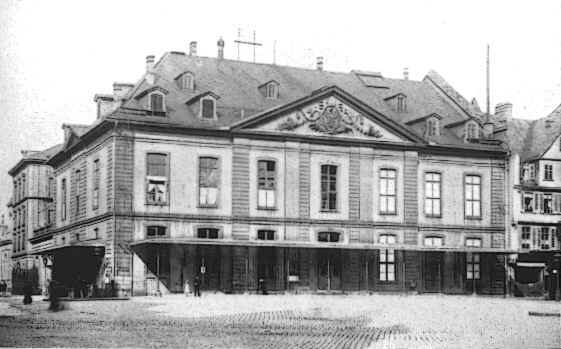
Eröffnung des Comoedienhauses in Frankfurt am Main

- 02. September: Das Comoedienhaus in Frankfurt am Main wird eröffnet. Auf dem Spielplan steht das Schauspiel Hanno, Fürst in Norden. Außerdem wurde ein eigens von Christian Gottlob Neefe komponierter Epilogus mit Musik und Gesang aufgeführt.

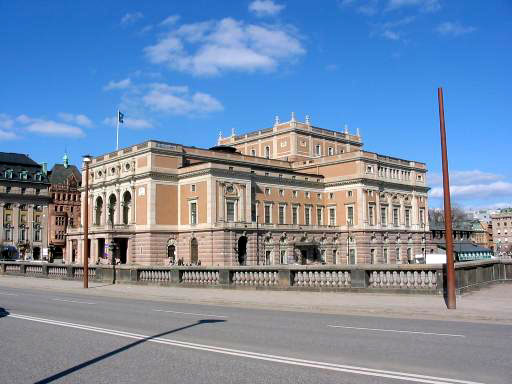
Eröffnung der Königlichen Oper in Stockholm

- 30. September: Die Königliche Oper in Stockholm wird mit einer Aufführung von Johann Gottlieb Naumanns Tragédie lyrique Cora och Alonzo eröffnet.
- Ludwig van Beethoven erhält Klavier- und Kompositionsunterricht bei dem Komponisten und Kapellmeister Christian Gottlob Neefe, der als Erster Werke des jungen Beethoven veröffentlichen wird.
- Das Nibelungenlied erscheint nach Wiederentdeckung im Jahre 1755 in der ersten vollständigen Ausgabe in einem Sammelband von Christoph Heinrich Myller.
- Das Kartoffellied (auch Lob der Kartoffel oder nach der Anfangszeile Pasteten hin, Pasteten her) von Matthias Claudius wird im Wandsbecker Boten veröffentlicht.

### Opern und andere Bühnenwerke
- 01. Januar: Uraufführung der Oper Colinette à la cour ou La double épreuve von André-Ernest-Modeste Grétry nach einem Libretto von Jean-Baptiste Lourdet de Santerre an der Parise Oper.
- 25. Januar: Uraufführung der Oper Armida abbandonata von Luigi Cherubini in Florenz.
- 16. April: Uraufführung der Oper Adriano in Siria von Luigi Cherubini mit dem Libretto von Pietro Metastasio in Livorno.
- 16. Juli: Wolfgang Amadeus Mozarts deutschsprachige komische Oper Die Entführung aus dem Serail hat ihre Uraufführung im Wiener Burgtheater. Das Libretto von Johann Gottlieb Stephanie basiert auf einem Singspiel von Christoph Friedrich Bretzner, der gegen die unautorisierte Umarbeitung seines Werkes protestiert.
- 14. September: Uraufführung der Oper Fra due Littiganti il terzo gode von Giuseppe Sarti am Teatro alla Scala di Milano in Mailand.
- 15. September: Die opera buffa Il barbiere di Siviglia von Giovanni Paisiello nach dem Schauspiel Le Barbier de Séville von Pierre Augustin Caron de Beaumarchais hat ihre Uraufführung in St. Petersburg. Das Werk ist äußerst erfolgreich, bis es im 19. Jahrhundert durch Rossinis Vertonung des gleichen Stoffs fast vollständig aus dem Repertoire der Opernbühnen verdrängt wird.
- 30. September: Uraufführung der Oper Cora och Alonzo von Johann Gottlieb Naumann an der Hofoper in Stockholm.
- 06. Oktober: Uraufführung der musikalischen Komödie La ballerina amante von Domenico Cimarosa am Teatro dei Fiorentini in Neapel.
- 06. Dezember: Die Uraufführung der Oper Orlando paladino (Der Ritter Roland) von Joseph Haydn erfolgt in Esterház. Das Libretto von Nunziato Porta geht auf eine Episode aus dem Weltbestseller Orlando furioso von Ludovico Ariosto aus dem Jahre 1516 zurück. Das Stück – zu einem geplanten, aber nicht erfolgten Besuch des russischen Großfürsten Paul und seiner deutschen Gemahlin Maria Fjodorowna in Anwesenheit von Kaiser Joseph II. geschrieben und inszeniert – wird bald überall in Europa nachgespielt.
- Giuseppe Maria Cambini – Alcide
- François-Joseph Gossec – Thésée
- Peter von Winter: - Helena und Paris (Ernsthaftes Singspiel)
- Vicente Martín y Soler: L’amor geloso (Oper);	In amor ci vuol destrezza (Oper); Partenope (Bühnenwerk, Componimento drammatico); La congiura delle donne di Lemno (Ballett); La vittoria di Tamerlano sopra Bajazette (Ballett)

### Kammermusik
- Wolfgang Amadeus Mozart
  - Streichquartett in G-Dur, 1. Haydn-Quartett (KV 387)
  - Hornquintett in Es-dur für Horn, Violine, 2 Bratschen und Violoncello (KV 407)
  - Serenade Nr. 10 in B-Dur für zwölf Bläser und Kontrabass, „Gran Partita“ (KV 361)

### Kirchenmusik
- Joseph Haydn
  - Missa Cellensis, Mariazellermesse (Hob. XXII:8)
- Wolfgang Amadeus Mozart
  - Große Messe in c-Moll (KV 427)

### Orchestermusik
- Luigi Boccherini – 6 Sinfonien op. 35 (G. 509–514)
- Joseph Haydn
  - Sinfonie Nr. 76 in Es-Dur
  - Sinfonie Nr. 77 in B-Dur
  - Sinfonie Nr. 78 in c-Moll
- Wolfgang Amadeus Mozart
  - Sinfonie Nr. 35 in D-Dur „Haffner“-Sinfonie (KV 385)
  - Konzert-Rondo für Klavier und Orchester A-Dur (KV 386)
  - Klavierkonzert Nr. 11 in F-Dur (KV 413)
  - Klavierkonzert Nr. 12 in A-Dur (KV 414)
  - Klavierkonzert in A-Dur (KV 386)
  - Serenade Nr. 12 c-moll „Nacht-Musique“ (KV 388/384a)
- Johannes Matthias Sperger – Sinfonie für Streicher in C-Dur

- Giovanni Battista Viotti
  - Violinkonzert Nr. 1 in C-Dur
  - Violinkonzert Nr. 2 in E-Dur

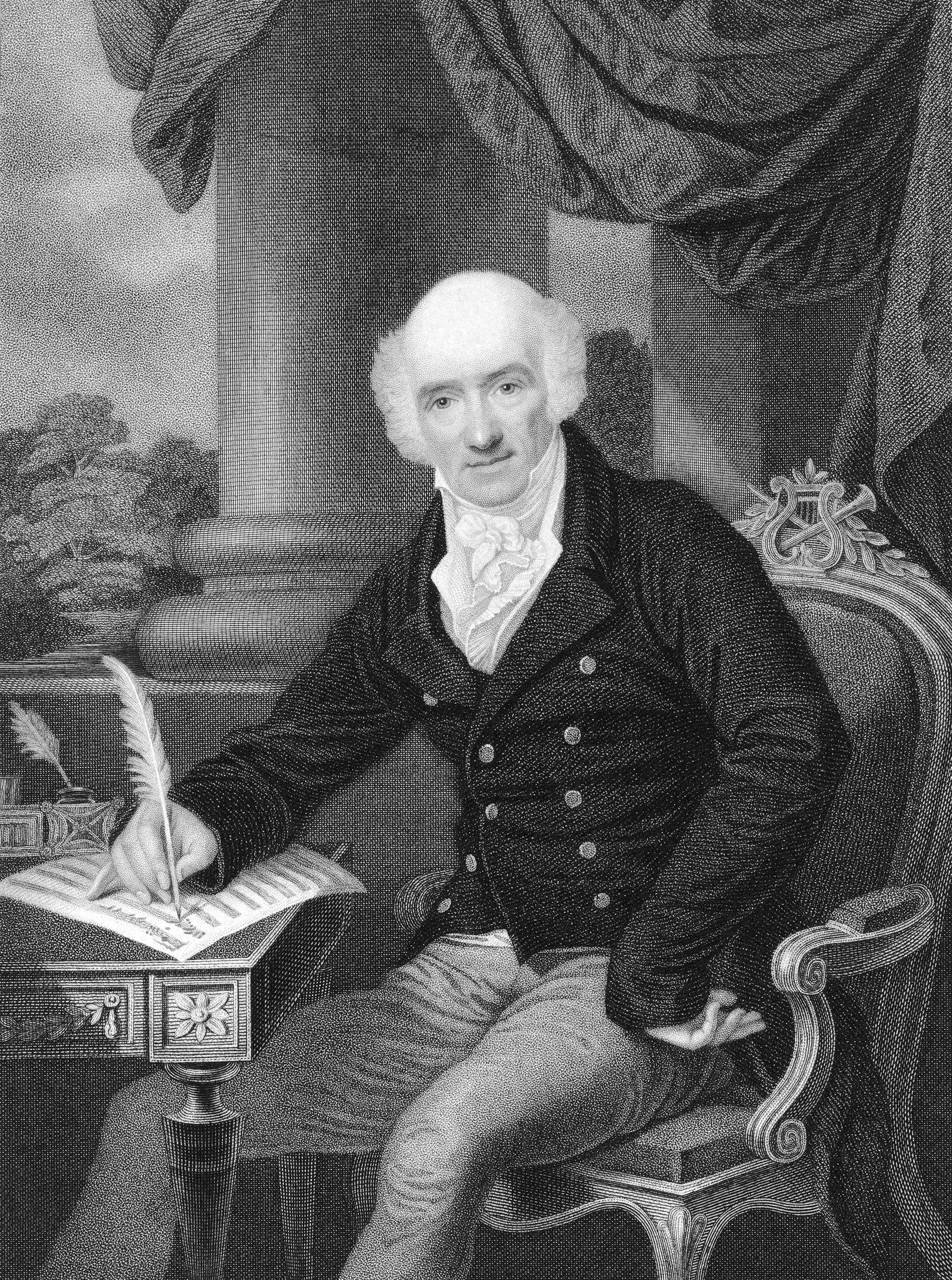
Giovanni Battista Viotti

  - Violinkonzert Nr. 3 in A-Dur (aus 1781 mit neuem 2. Satz)
  - Violinkonzert Nr. 4 in D-Dur
  - Violinkonzert Nr. 5 in C-Dur
  - Violinkonzert Nr. 6 in E-Dur

## Geboren
- 21. Januar: Jan Georg Bertelmann, niederländischer Komponist († 1854)
- 29. Januar: Daniel-François-Esprit Auber, französischer Komponist († 1871)
- 14. April: Carlo Coccia, italienischer Opernkomponist und Kirchenmusiker († 1873)
- 17. April: Friedrich Hellwig, deutscher Sänger, Schauspieler und Regisseur († 1825)
- 20. April: Carl Baermann, deutscher Fagottist († 1842)
- 26. Mai: Joseph Drechsler, böhmischer Komponist und Musikpädagoge († 1852)
- 03. Juni: Theodor Gaude, deutscher Gitarrist und Komponist († 1835)
- 26. Juli: John Field, irischer Komponist und Pianist († 1837)
- 23. September: Jacques Féréol Mazas, französischer Violinist und Violinpädagoge († 1849)
- 27. Oktober: Wilhelm Klingenbrunner, österreichischer Komponist, Flötist und Gitarrist († 1850)
- 27. Oktober: Niccolò Paganini, italienischer Komponist und Geigenvirtuose († 1840)
- 17. November: Conrad Graf, deutscher Klavierbauer († 1851)
- 08. Dezember: Johann Jakob Sulzer, Schweizer Unternehmer, Glockengießer und Gründer der Gebrüder Sulzer († 1853)
- 16. Dezember: Louis-Barthélémy Pradher, französischer Pianist, Komponist und Musikpädagoge († 1843)

## Gestorben

### Todesdatum gesichert

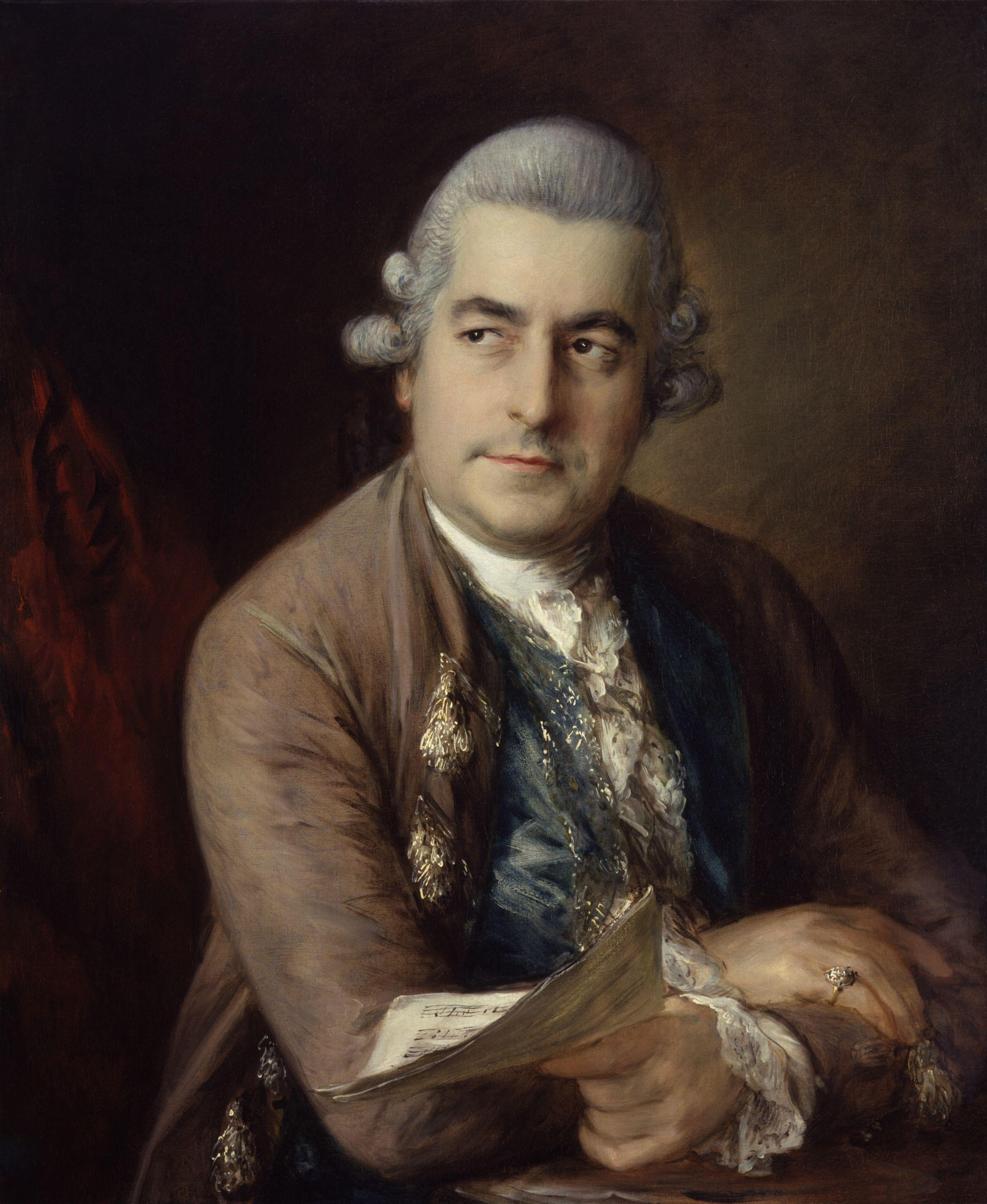
Johann Christian Bach; † 1. Januar

- 01. Januar: Johann Christian Bach, deutscher Komponist (* 1735)
- 26. Februar: Giovanni Battista Noferi, italienischer Violinist und Komponist (* um 1730)
- 28. Februar: Johann Nikolaus Ritter, deutscher Orgelbauer (* 1702)

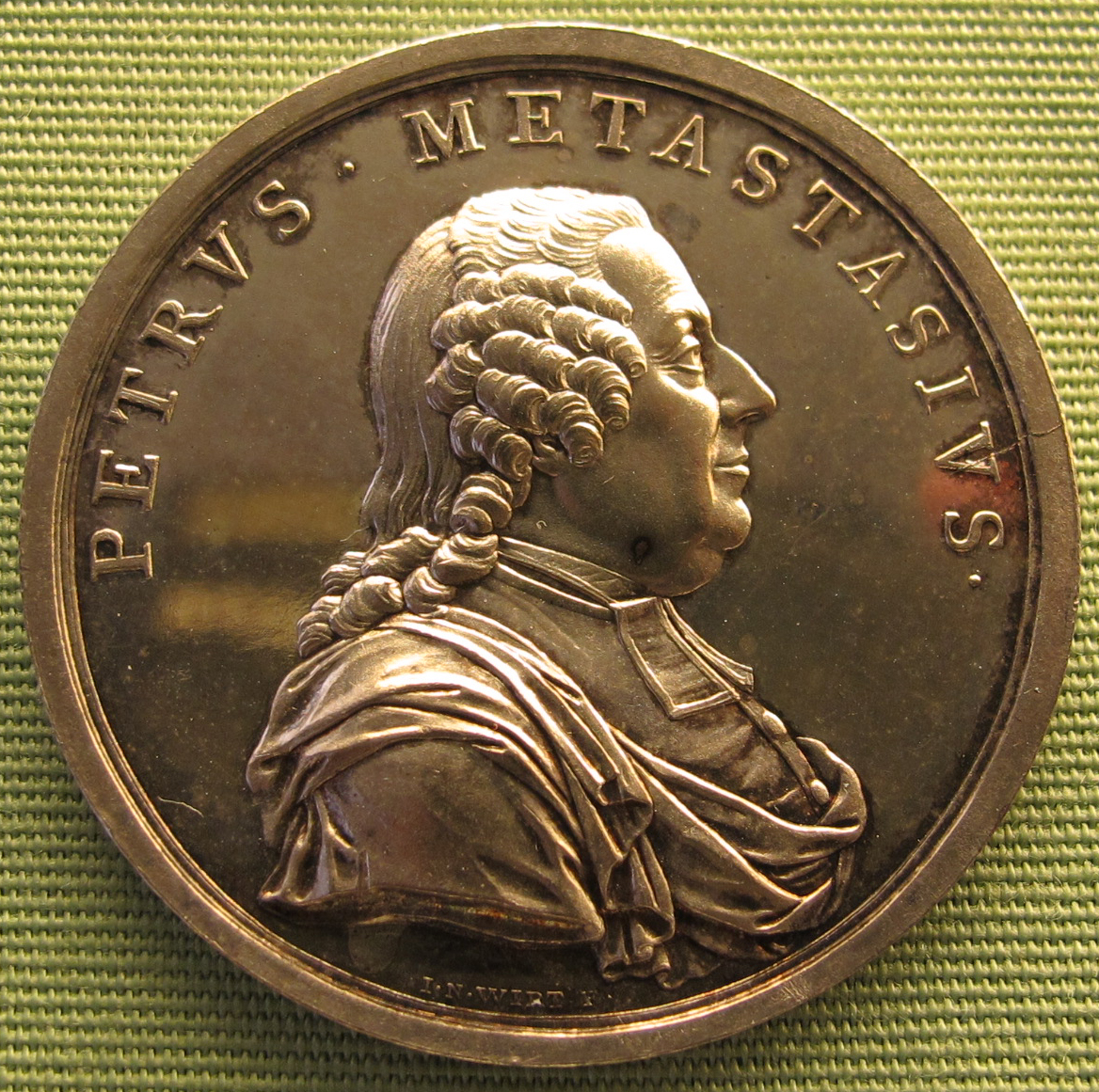
Pietro Metastasio; † 12. April

- 12. April: Pietro Metastasio, italienischer Dichter und Librettist (* 1698)
- 22. April: Josef Seger, böhmischer Komponist (* 1716)
- 20. Mai: Christoph Gottlieb Schröter, deutscher Komponist (* 1699)
- 20. Mai: Carlo Giovanni Testori, italienischer Musiktheoretiker und Komponist (* 1714)
- 24. Mai: Carl Friedrich Weidemann, deutscher Flötist und Komponist (* um 1704)
- 11. Juni: Martin Feltl, österreichischer Glockengießer (* 1714)
- 24. Juni: Johann Christoph Mann, österreichischer Komponist und Musikpädagoge (* 1726)
- 21. Juli: Placidus von Camerloher, deutscher Komponist (* 1718)
- 06. August: Nicolas Chédeville, französischer Komponist (* 1705)
- 15. August: Jean-Baptiste-Antoine Forqueray, französischer Gambist und Komponist (* 1699)
- 25. August: Marianne von Auenbrugger, österreichische Pianistin und Komponistin (* 1759)

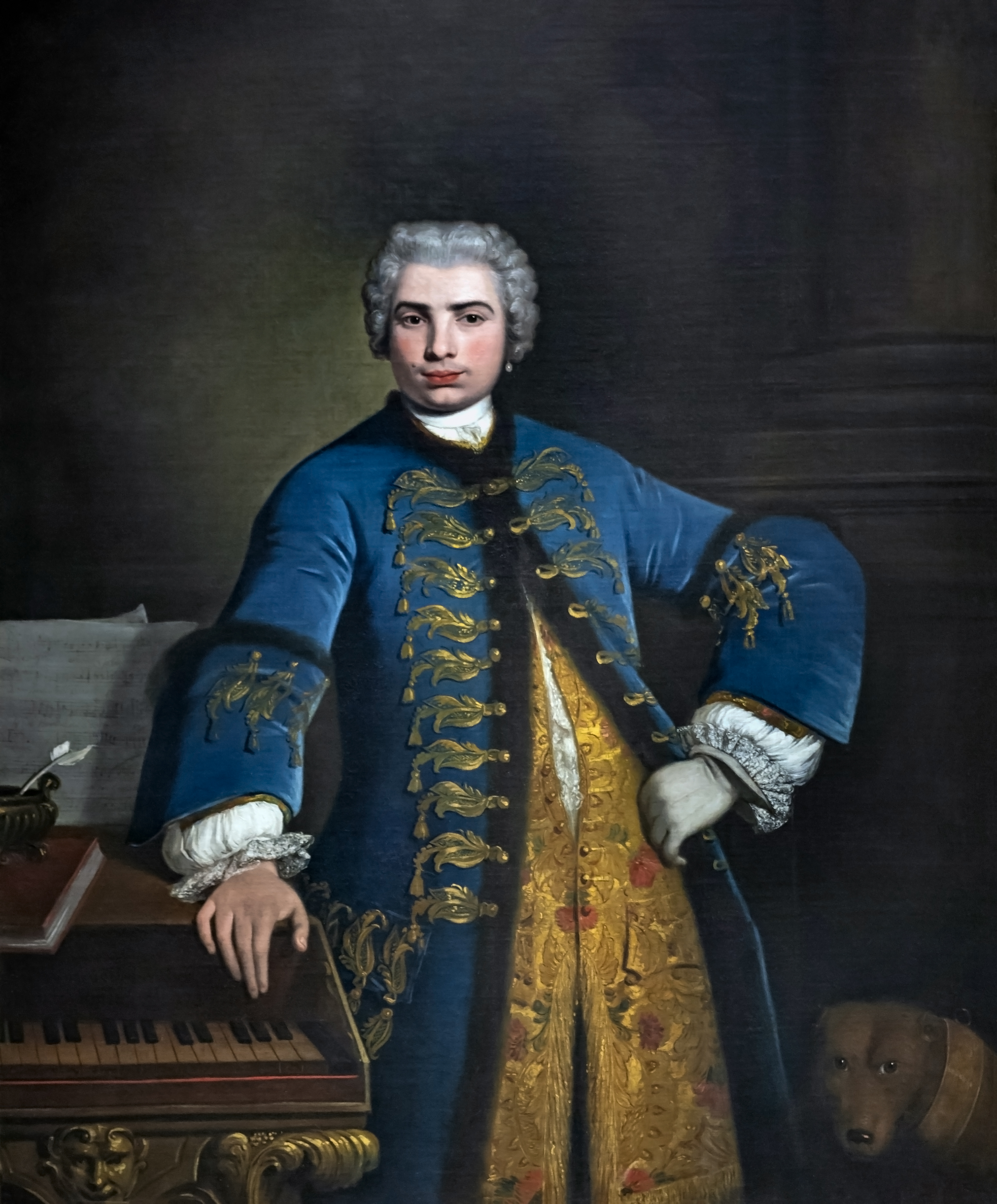
Farinelli; † 16. September

- 16. September: Farinelli, italienischer Sänger (* 1705)
- 23. Oktober: Joseph Riepel, österreichisch-deutscher Musiktheoretiker (* 1709)
- 26. Oktober: Jacob Engelbert Teschemacher, deutscher Orgelbauer (* 1711)
- 10. November: Marianne Pirker, deutsche Opernsängerin (* 1717)
- 30. November: André-Joseph Blavier, belgischer Komponist und Kapellmeister (* 1713)

### Genaues Todesdatum unbekannt
- Pedro Avondano, portugiesischer Komponist und Violinist (* 1714)
- Johann Gottfried Donati, deutscher Komponist und Organist (* 1706)
- Franz Xaver Schlecht, deutscher Musiker und Komponist (* um 1730)
- Anna Maria dal Violin, italienische Violinistin und Geigenpädagogin (* 1696)

### Gestorben nach 1782
- Valentin Roeser, deutscher Klarinettist und Komponist (* um 1735)